# Il vecchio e il faro
Il vecchio e il faro è una miniserie televisiva italiana.

## La fiction
Questa fiction, nel format di sceneggiato per ragazzi, è stata trasmessa nel 1965 in tre puntate sul Programma Nazionale. È stata prodotta dalla RAI presso il Centro di Produzione di Napoli, con la regia di Angelo D'Alessandro che ne curò anche il soggetto e la sceneggiatura. Andava in onda il lunedì pomeriggio alle 17:30 durante la tv dei ragazzi.
Le date di trasmissione furono:
1. prima puntata 29 novembre 1965,
2. seconda puntata 6 dicembre 1965,
3. terza puntata 13 dicembre 1965.

Gli interpreti principali della serie sono Fosco Giachetti (il guardiano del faro Libero) e Roberto Chevalier (suo nipote Giulio).
Le scene sono dello scenografo Giuliano Tullio.

## Trama
L'originale televisivo di Angelo D'Alessandro racconta la storia dell'amicizia tra Libero, un guardiano di un faro su un'isola deserta, di carattere solitario e schivo, e il nipote tredicenne Giulio che viene mandato dai genitori per la prima volta in vacanza dallo zio, come premio per la promozione. L'accoglienza iniziale è gelida, ma il ragazzo non si scoraggia e conquista l'affetto del vecchio zio. Palese e allo stesso tempo intrigante è il contrasto fra i due protagonisti, che si vogliono bene ma che appartengono a generazioni diverse e qualche volta entrano in conflitto: lo zio è un personaggio chiuso in sé stesso, perfettamente rispondente al rigido ruolo del solitario guardiano di faro, mentre il giovane nipote è un tipo curioso, desideroso di conoscere e di sperimentare.
Tra i due nasce un grande affetto e assieme affrontano e sgominano una rete molto pericolosa di contrabbandieri.

## Scenografie e riprese esterne
Le scene interne si basano sulla specifica architettura dei fari, realizzate con strutture elicoidali, innovative per l'epoca, capaci di selezionare i vari passaggi e ambienti. Alla testa del faro c’era la lanterna con l’ottica di Fresnel girevole che fu fornita dalla MARIFARI di Napoli, il comando di zona dei fari e dei segnalamenti marittimi. Per rendere le scene più realistiche, la documentazione sulle ottiche, sul tipo di lanterne e sui segnalamenti marittimi arrivò dalla Marina Militare.
Gli esterni sono stati girati presso il Faro della Rotonda della Madonna sull'isola di Ponza, situato a picco sul mare in un contesto paesaggistico di grande interesse.

## Il sequel
Il regista Angelo D'Alessandro sarà l'ideatore, nel 1967, di un sequel dello sceneggiato TV per ragazzi, in quattro episodi, dal titolo I racconti del faro. Lo sceneggiato “Il vecchio e il faro” ebbe un grande successo e riscontro di pubblico: fu infatti premiato al Gran Prix Jeunesse a Monaco di Baviera, tanto da venire replicato anche nel 1967 per lanciare ogni martedì pomeriggio i nuovi quattro episodi del sequel.